# Ловінгтон (Іллінойс)
Ловінгтон (англ. Lovington) — селище (англ. village) в США, в окрузі Мултрі штату Іллінойс. Населення — 1069 осіб (2020).

## Географія
Ловінгтон розташований за координатами 39°42′52″ пн. ш. 88°37′54″ зх. д. / 39.71444° пн. ш. 88.63167° зх. д. (39.714382, -88.631785).  За даними Бюро перепису населення США в 2010 році селище мало площу 2,09 км², уся площа — суходіл.

## Демографія
Згідно з переписом 2010 року, у селищі мешкало 1130 осіб у 471 домогосподарстві у складі 304 родин. Густота населення становила 541 особа/км².  Було 522 помешкання (250/км²).
Расовий склад населення:
| - 98,1 % — білих - 0,4 % — корінних американців - 0,4 % — азіатів - 0,3 % — чорних або афроамериканців |

До двох чи більше рас належало 0,6 %. Частка іспаномовних становила 0,4 % від усіх жителів.
За віковим діапазоном населення розподілялося таким чином: 24,9 % — особи молодші 18 років, 60,1 % — особи у віці 18—64 років, 15,0 % — особи у віці 65 років та старші. Медіана віку мешканця становила 37,2 року. На 100 осіб жіночої статі у селищі припадало 92,8 чоловіків;  на 100 жінок у віці від 18 років та старших — 87,8 чоловіків також старших 18 років.
Середній дохід на одне домашнє господарство  становив 51 742 долари США (медіана — 48 000), а середній дохід на одну сім'ю — 60 594 долари (медіана — 52 019). За межею бідності перебувало 19,4 % осіб, у тому числі 34,8 % дітей у віці до 18 років та 7,0 % осіб у віці 65 років та старших.
Цивільне працевлаштоване населення становило 534 особи. Основні галузі зайнятості: виробництво — 41,0 %, освіта, охорона здоров'я та соціальна допомога — 15,9 %, роздрібна торгівля — 10,5 %, науковці, спеціалісти, менеджери — 6,0 %.